# 1-я Аэропортовская улица
Пе́рвая Аэропо́ртовская у́лица (название утверждено 30 марта 1951 года (по другим данным название с 1940 года), с 1922 года — Пе́рвая Инвали́дная у́лица, до этого — Коптевский проезд, Безымя́нная у́лица) — улица в Северном административном округе города Москвы на территории района Аэропорт. Соединяет Ленинградский проспект и Красноармейскую улицу. Нумерация домов начинается от Ленинградского проспекта.

## Происхождение названий
Названа по находившемуся поблизости бывшему Московскому аэропорту. Название «1-я Инвалидная» получила по существовавшему здесь дому для инвалидов. Порядковый номер в названии объясняется тем, что до перестройки района в 1960-е годы немного западнее параллельно проходила 2-я Аэропортовская улица, но, несмотря на упразднение последней, 1-ю Аэропортовскую было решено не переименовывать. Существовавший на этом месте изначально Коптевский проезд назван по находившейся неподалёку деревне Коптево (ныне район Москвы).

## Здания и сооружения
По нечётной стороне:
- дом 1 — Средняя школа № 152
- дом 5 — Центральная поликлиника Литфонда

По чётной стороне:
- дом 6 — жилой многоквартирный дом 1980 года постройки

## Транспорт
- Станция метро «Аэропорт».